# 寡核苷酸
寡核苷酸（oligonucleotides）又称寡核糖核苷酸，是短 DNA 或 RNA低聚物，在基因检测、研究和法医学方面有广泛的应用。寡核苷酸通常在实验室里通过固相化学合成法制备[1]，并可以按照用户的需求合成指定序列的小片段核酸，对基因合成、聚合酶链式反应（PCR）、DNA测序、分子克隆至关重要。在自然界中，寡核苷酸通常以小RNA分子的形式出现 ，在基因表达的调控中发挥作用（如microRNA）[2]；或者是较大核酸分子分解后的降解中间体。
寡核苷酸的特点是由构成整个分子的核苷酸残基序列决定的。寡核苷酸的长度通常用"-mer"（来自希腊语meros，代表"部分"的意思）来表示。例如，具有6个核苷酸（nucleotide, nt）的寡核苷酸，被称为六聚体，而一个25 nt的寡核苷酸通常被称为 "25-mer"。寡核苷酸很容易以序列互补的方式与各自的互补寡核苷酸、DNA或RNA结合形成双链体，或较少的更高级别的混合体。这一基本特性是使用寡核苷酸作为探针来检测DNA或RNA特定序列的基础。使用寡核苷酸的应用包括DNA微阵列，Southern印迹，等位基因特异性寡核苷酸分析[3]， 荧光原位杂交（FISH），PCR和人工基因的合成。
寡核苷酸由2'-脱氧核糖核苷酸组成，可以在骨架上或脱氧核糖的2号位进行修饰，以达到不同的药理效果。这些修饰使寡核苷酸具有新的特性，使其成为反义的关键因素[4][5]。

## 寡核苷酸的合成
寡核苷酸是使用天然或化学修饰的受保护的核苷亚磷酰胺或在较小程度上使用非核苷化合物通过化学方法合成的。寡核苷酸链组装是按照称为“合成循环”的常规程序从 3' 到 5' 方向进行的。单个合成循环的完成使生长链添加一个核苷酸残基。一般来说，寡核苷酸序列通常很短（13-25 个nt）[6]。 合成寡核苷酸的最大长度几乎不超过 200 个核苷酸残基。 HPLC或其他方法可用于分离具有所需序列的产物。

## 寡核苷酸的化学修饰
合成化学稳定的短寡核苷酸是反义寡核苷酸（ASO）疗法的首个挑战。天然存在的寡核苷酸很容易被细胞内丰富的核酸酶降解[7]， 短寡核苷酸序列也具有弱的内在结合力和亲和力，这有助于它们在体内降解[8]。

### 骨架修饰
核苷酸的核苷有机硫代磷酸盐(Phosphorothioate，PS) 类似物可以使构成的寡核苷酸具备一些有利的特征。对寡核苷酸进行 PS 骨架修饰可以抵抗核酸酶的降解[10]。由于其可以在大多数核苷酸上相对容易和精准的实现，因此该策略能够被广泛的使用[9]。 此外有研究报道，寡核苷酸 5' 和 3' 端的荧光修饰可以用于评估寡核苷酸的结构、动力学和与环境的相互作用[11]。

### 糖环修饰
另一种有利于寡核苷酸医学应用的修饰是糖环2位的羟基/氢修饰。通过2位羟基/氢的修饰可以增强寡核苷酸与靶标的结合能力从而提高寡核苷酸的有效性，在反义寡核苷酸疗法中尤为有效[8]。 这一策略还可以减少非特异性蛋白质结合，提高靶向特定蛋白质的准确性[8]。两种最常用的修饰是 2'-O-甲基和 2'-O-甲氧基乙基[8]。核碱基的荧光修饰也已经被报道[11]。

## 反义寡核苷酸
反义寡核苷酸是与目标序列互补的DNA 或 RNA单链[6]。其中反义RNA可以与特定信使RNA(mRNA)结合，从而阻止蛋白质翻译，这一过程称为杂交[12]。 反义寡核苷酸可用于靶向特定的互补（编码或非编码）RNA。 如果发生结合，杂交体可以被RNase H酶降解 [12]。RNase H 是一种水解 RNA 的酶，用于反义寡核苷酸应用时，会导致 mRNA 表达下调 80-95%[6]。
使用Morpholino反义寡核苷酸在脊椎动物中进行基因敲除，是由Janet Heasman首先使用Xenopus开发的用于研究改变的基因表达和基因功能的一项发育生物学的标准技术[13]。FDA批准的吗啉代药物包括eteplirsen和golodirsen。反义寡核苷酸也被用于抑制流感病毒在细胞系中的复制[14][15]。

由单个突变蛋白引起的神经退行性疾病是反义寡核苷酸疗法的良好靶点，因为反义寡核苷酸能够以高选择性靶向和修饰非常特定的 RNA 序列[3]。 许多遗传疾病，包括亨廷顿舞蹈病、阿尔茨海默病、帕金森病和肌萎缩侧索硬化症，都与 DNA 改变有关，这些改变导致了不正确的RNA 序列，造成了具有毒性生理效应的错误翻译的蛋白[16]。

## 寡核苷酸的细胞内化
寡核苷酸的细胞摄取/内化仍然是实现寡核苷酸疗法成功的最大障碍。寡核苷酸的直接内化受到聚阴离子骨架的阻碍。 寡核苷酸的细胞摄取和细胞内运输到作用地点的确切机制仍不清楚。此外，寡核苷酸结构/修饰和细胞类型的微小差异会导致细胞摄取/内化的巨大差异。细胞内化主要以能量依赖性方式（受体介导的内吞作用）进行，但不排除能量非依赖性被动扩散（=gymnosis）。 通过细胞膜后，寡核苷酸治疗剂被包裹在早期内体中，这些内体被运输到晚期内体，后者最终在低 pH 值下与含有降解酶的溶酶体融合[17]。 为了发挥其治疗功能，寡核苷酸需要在其降解之前逃离内体。直到今天，还没有通用的方法来克服递送、细胞摄取和内体逃逸的问题，但存在几种方法总是针对特定细胞[18]。
将寡核苷酸疗法与负责细胞识别/摄取的实体共轭，不仅会增加摄取，而且还被认为会降低细胞摄取的难度，因为此时主要涉及一种（理想上已知的）机制[17]。 这已经通过小分子-寡核苷酸结合物实现，例如带有靶向肝细胞受体的 N-乙酰半乳糖胺[19]。这些共轭物是获得更多的细胞摄取和靶向递送的极好例子，因为相应的受体在目标细胞上过度表达，导致靶向治疗[18]。另一个广泛使用和深入研究的用于靶向递送和增加寡核苷酸细胞摄取的实体是抗体。

## 分析技术

### 色谱法
烷基酰胺可用作色谱固定相[20]。这些固定相已被研究用于分离寡核苷酸[21]。离子对反相高效液相色谱法被用于分离和分析自动合成的寡核苷酸[22]。

### 质谱
5-甲氧基水杨酸和精胺的混合物可用作MALDI质谱中寡核苷酸分析的基质[23]。电喷雾电离质谱 (ESI-MS) 也是表征寡核苷酸质量的强大工具[24]。

### DNA微阵列
DNA 微阵列是寡核苷酸的一种有用的分析应用。与标准cDNA 微阵列相比，基于寡核苷酸的微阵列对杂交具有更好的可控特异性，并且能够测量选择性剪接或聚腺苷酸化序列的存在和普遍性[25]。 DNA微阵列的一个子类型可以被描述为高密度结合寡核苷酸的基质（尼龙、玻璃等）[26]。 DNA 微阵列在生命科学中有许多应用。

## 基因芯片
基因芯片有多种载体（玻璃、尼龙等），在这种芯片上，有高密度的寡核苷酸，可以对基因进行形态研究，基因轉譯表現研究可确诊某些疾病。